# Михальов Микола Олексійович
Микола Олексійович Міхальов (1934) — радянський футболіст, що грав на позиції півзахисника та захисника. Після закінчення виступів на футбольних полях — радянський футбольний тренер.

## Клубна кар'єра
Микола Міхальов розпочав виступи в командах майстрів у 1953 році в команді класу «Б» «Спартак» з Калініна. У 1955—1957 роках грав за команду «Шахтар-Мосбас», пізніше «Хімік» зі Сталіногорська. У другій половині 1957 року грав за команду міста Ступіно. У 1958—1960 роках грав у складі команди класу «Б» «Труд» (Ногінськ). У 1962 році грав у складі команди «Ракета» (Горький), яка наступного року припинила існування, об'єднавшись із командою «Волга» з цього ж міста. У 1963 році Міхальов знову грав за ногінський «Труд». У 1964 році футболіст зіграв 4 матчі за сімферопольську «Таврію». У 1965 році Міхальов грав у складі «Хіміка» (Дзержинськ), після чого завершив виступи на футбольних полях.

## Тренерська кар'єра
Після завершення виступів на футбольних полях Микола Міхальов розпочав тренерську кар'єру. У 1967 році він увійшов до тренерського штабу «Торпедо» з Подольська. У 1967—1970 роках Міхальов був головним тренером саранського «Спартака». У 1972 році він очолював псковський «Машинобудівник». У 1973 році Микола Міхальов очолював «Авангард» з Ровно, а в 1974 році був головним тренером семипалатинського «Спартака». У 1979 році Міхальов працював начальником команди «Волга» (Калінін), а в 1980 році входив до тренерського штабу липецького «Металурга».